# Priscilla Baker
Priscilla Gloria Lorraine Baker ist eine südafrikanische Chemikerin und Hochschullehrerin, die für ihre Forschungen auf dem Gebiet der analytischen Elektrochemie bekannt ist. Sie wurde 2025 mit dem L’Oréal-UNESCO-Preis ausgezeichnet.

## Leben
Baker wuchs in Bellville South bei Kapstadt auf und besuchte dort die High School, an der sie später regelmäßig Schülerinnen und Schüler motivierte. Ihre Schulzeit war seit Mitte der 1980er-Jahre durch die politische Situation während des Ausnahmezustands unter PW Botha erschwert, insbesondere ihr Abschlussjahr 1986.
Im Jahr 1990 schloss Baker ihr Studium mit einem Bachelor of Science in Ozeanografie und Atmosphärenwissenschaften an der Universität Kapstadt ab. Aufgrund der Diskriminierung während der Zeit der Apartheid und der mangelnden Ausstattung der Forschungsschiffe für Frauen und zudem für Personen nicht-weißer Abstammung war ihr die Fortsetzung des Studiums in diesem Bereich verwehrt.
Sie entschied sich daher für die analytische Chemie, schloss zunächst 1993 ein Nationales Diplom auf dem Gebiet der analytischen Chemie mit Auszeichnung an der Cape Peninsula University of Technology ab und erhielt 1995 einen Bachelor of Science Honours in Chemie. 1997 erlangte sie den Master of Science an der University of the Western Cape, unterstützt durch ein Stipendium des Council for Scientific and Industrial Research. 2004 promovierte sie an der Universität Stellenbosch über Metall-Zinnoxid-Komposite zum Phenolabbau.

## Wirken
Seit 2004 ist Baker Professorin an der University of the Western Cape (UWC). Sie leitet dort gemeinsam mit Emmanuel Iwuoha die SensorLab-Forschungsgruppe, die sich auf elektrochemische Sensoren zur Detektion gesundheitsrelevanter Biomarker und von Umweltkontaminanten spezialisiert hat.
Ihre Forschung befasst sich insbesondere mit frequenzmodulierten elektrochemischen Verfahren, vor allem mit der elektrochemischen Impedanzspektroskopie. Zu ihren Innovationen gehören flexible, tragbare Sensoren, welche die Früherkennung und kontinuierliche Überwachung von Krankheiten wie Diabetes, Krebs und Herzkrankheiten ermöglichen sollen. Besonders hervorzuheben ist ein Projekt zur Entwicklung von Biosensoren für Harnsäure, das ursprünglich für Patienten in ländlichen Regionen Südafrikas gedacht war und nun globale Anwendungen anstrebt.
Mit einer Förderung durch das südafrikanische Department of Science and Innovation (Ministerium) gründete Baker an der UWC eine Einrichtung für elektrochemische Sensoren im NanoMicro Manufacturing Facility. Ihre Forschung erstreckt sich auf Gesundheits-, Energie- und Umweltsektoren und wird durch internationale Kooperationen, insbesondere mit der CY Paris University und im Rahmen europäischer Forschungsprogramme, maßgeblich vorangetrieben.
Baker ist zudem eine Mentorin, die zahlreiche Studierende und Nachwuchswissenschaftler unterstützt hat. Sie leitete internationale Lehrprogramme und war unter anderem Vorsitzende der Electrochemistry Division des South African Chemical Institute (2006) sowie stellvertretende Vorsitzende der Analytical Electrochemistry Division der International Society of Electrochemistry (2013).
Im Jahr 2025 wurde Baker für ihre Beiträge auf dem Gebiet der elektrochemischen Mikrosensoren zur Umweltkontaminationserkennung mit dem L’Oréal-UNESCO-Preis ausgezeichnet.